# توني أكوستا
توني أكوستا (بالإسبانية: Toni Acosta)‏ هي ممثلة إسبانية، ولدت في 10 أبريل 1972 في لا أوروتافا في إسبانيا.

## أعمال

### أفلام
- (2007) ضوء الأحد

## وصلات خارجية
- توني أكوستا على موقع IMDb (الإنجليزية)
- توني أكوستا على موقع ألو سيني (الفرنسية)
- توني أكوستا على موقع قاعدة بيانات الفيلم (الإنجليزية)
- توني أكوستا على موقع كينوبويسك (الروسية)